# Ten Boer
Ten Boer es una localidad y un antiguo municipio de la provincia de Groninga al norte de los Países Bajos. El municipio tiene una superficie de 45,70 km², de los que 4,30 km² están cubiertos por el agua. En marzo de 2014 contaba con una población de 7.459 habitantes.
La aldea de Ter Boer surgió originalmente en torno a un convento de monjas benedictinas fundado antes de 1301, del que solo resta la actual iglesia. El municipio se creó en 1798 por la unión de Ten Boer, Garmerwolde, Thesinge, Garrelsweer, Lellens, Wittewierum y Woltersum, antiguas parroquias con sus aldeas y caseríos asociados. En 1808 Garrelsweer  pasó a Loppersum. Cercano a Groninga, en los últimos años se ha convertido en "ciudad dormitorio" tras el fuerte éxodo de población hacia la ciudad ocasionado por el declive de la agricultura, que hasta entonces había sido el principal motor económico del municipio.
Con Ten Boer, donde se sitúa el ayuntamiento, el municipio comprende actualmente los lugares de Achter-Thesinge, Garmerwolde, Kröddeburen, Lellens, Sint-Annen, Ten Post, Thesinge, Winneweer, Wittewierum y Woltersum.

## Galería

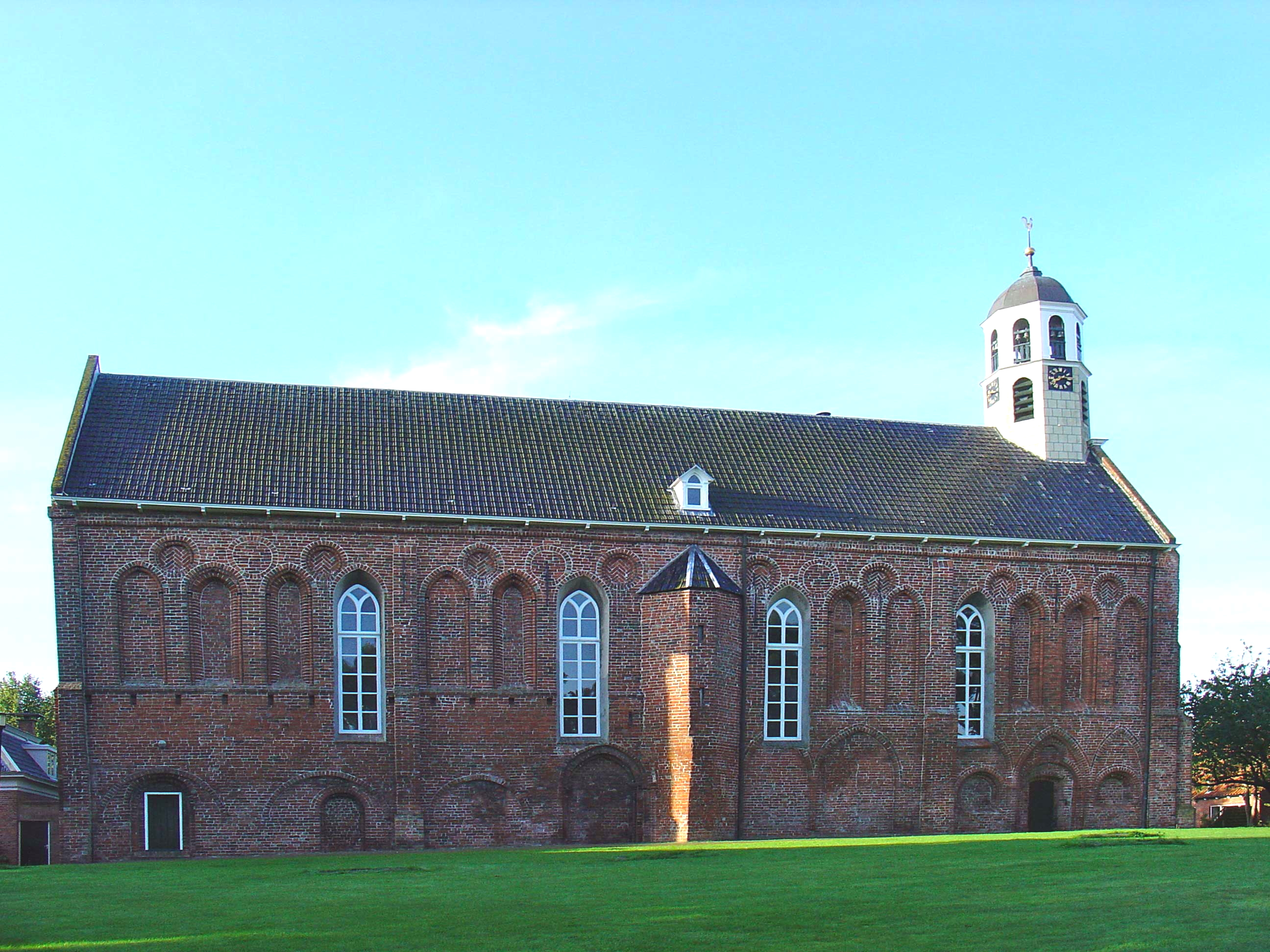
Iglesia claustral de Ten Boer en la transición del románico al gótico.
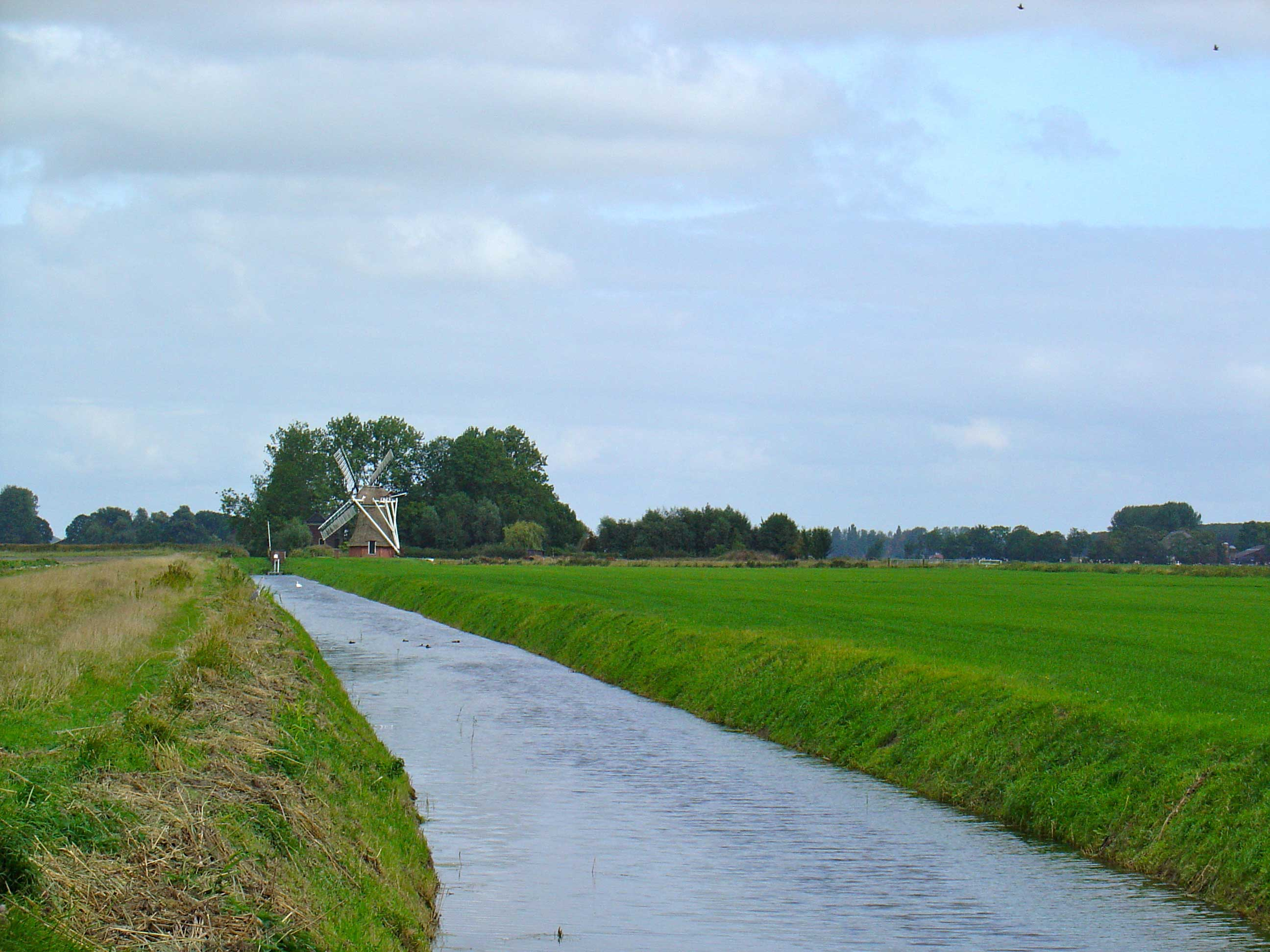
Garmerwolde.
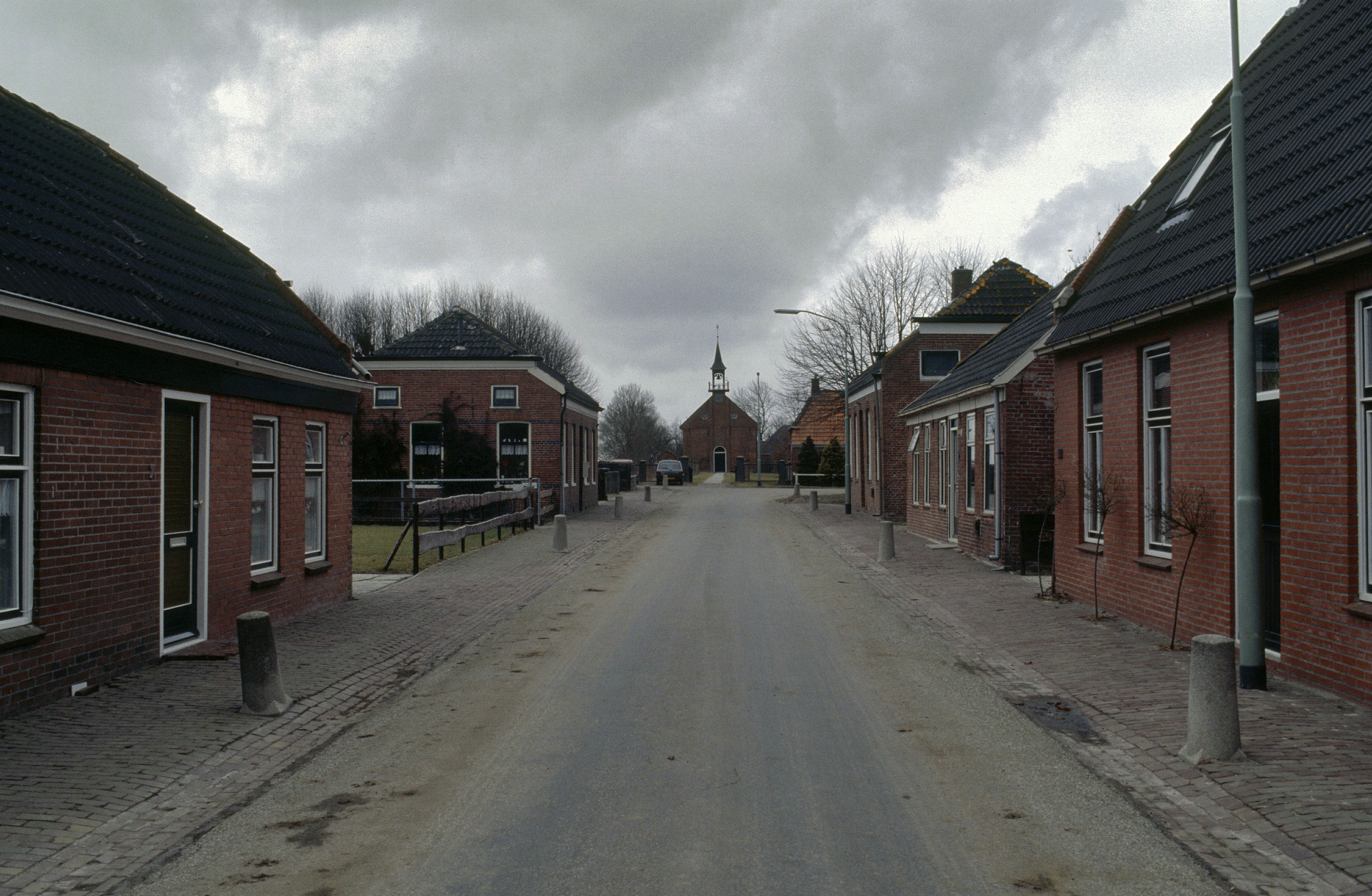
Lellens.
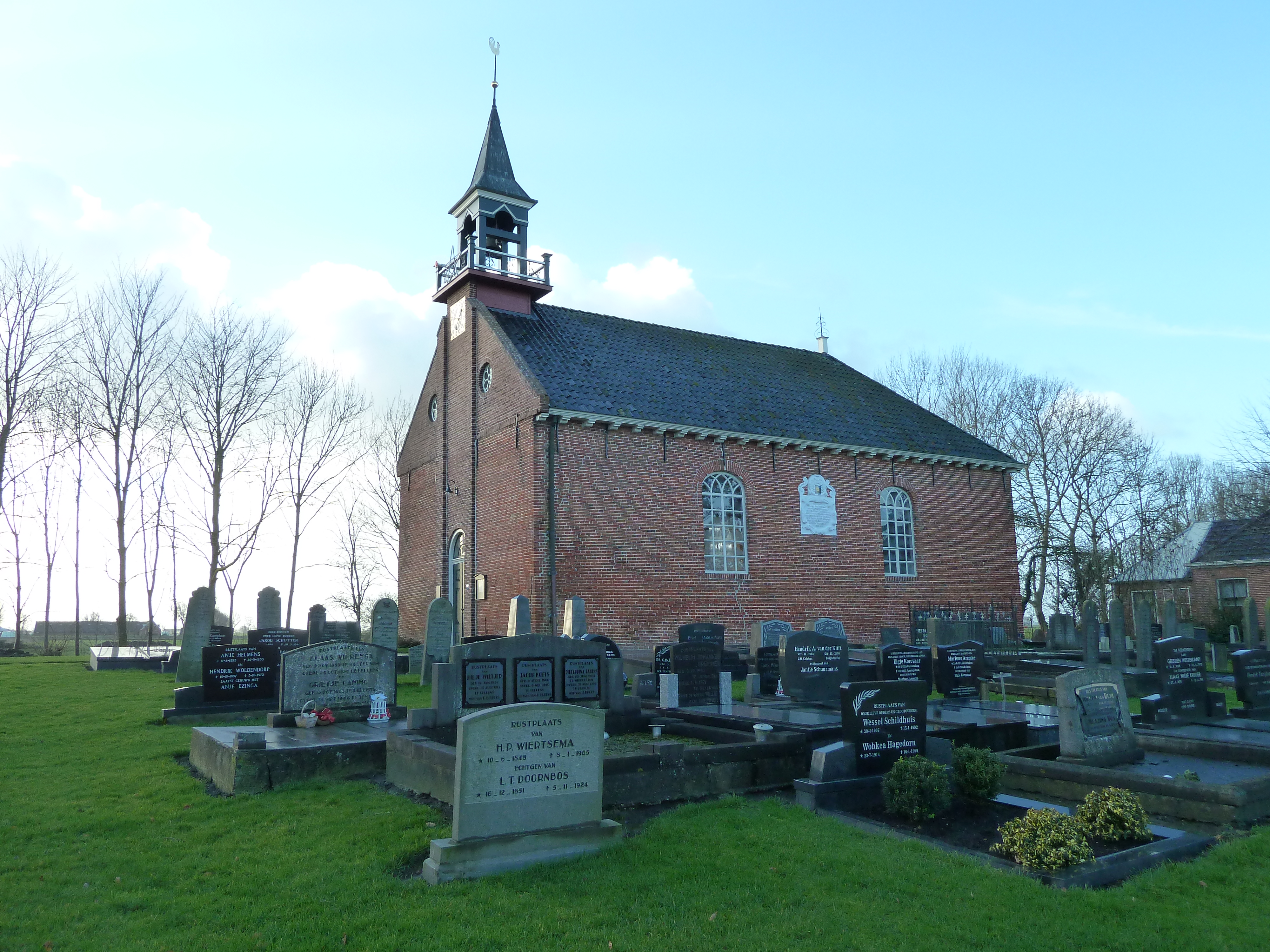
Lellens, iglesia, siglo XVII.
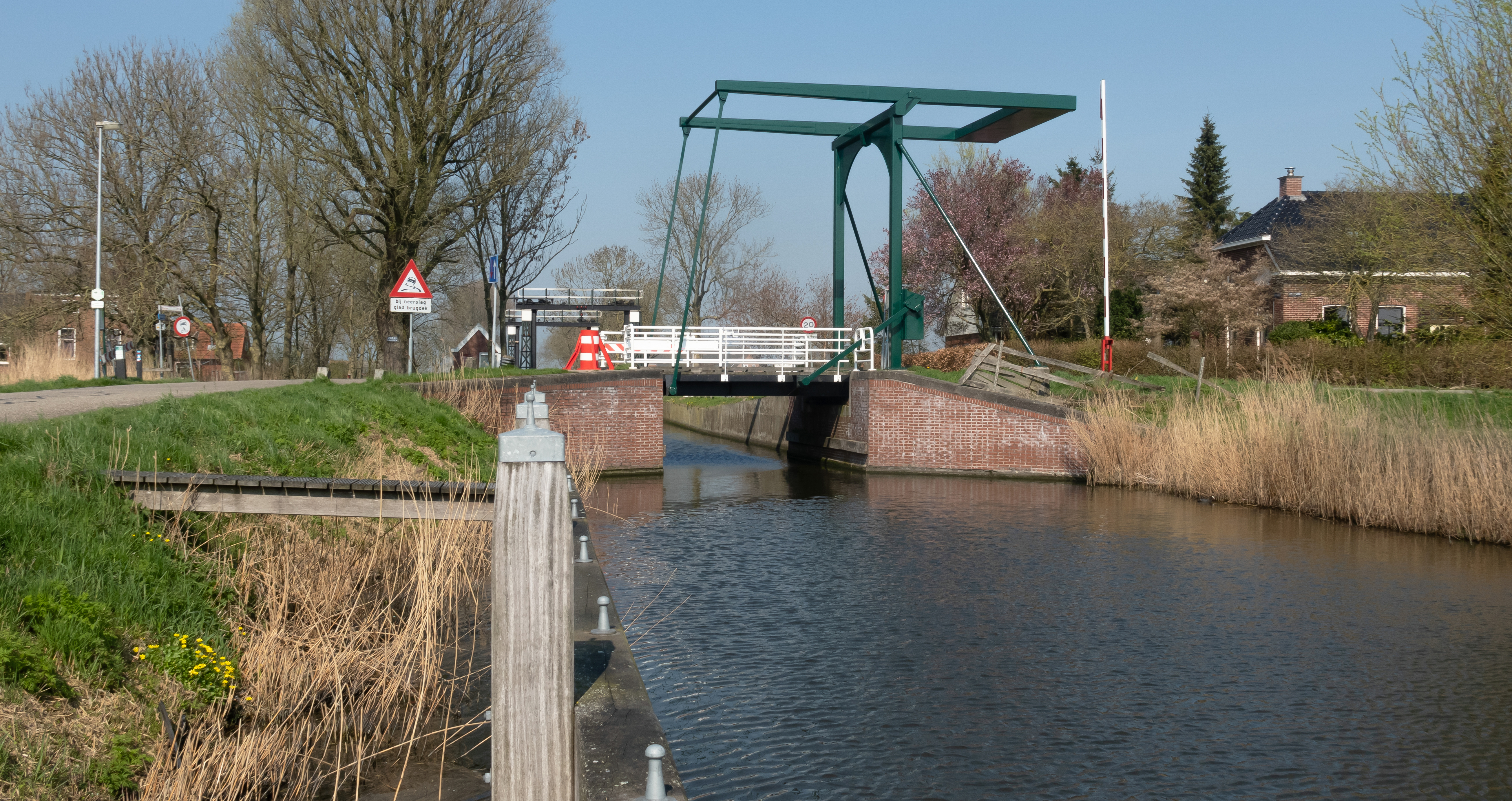
El puente basculante cerca la Wolddijk-Stadsweg en Ten Boer